# Lamberto Gardelli

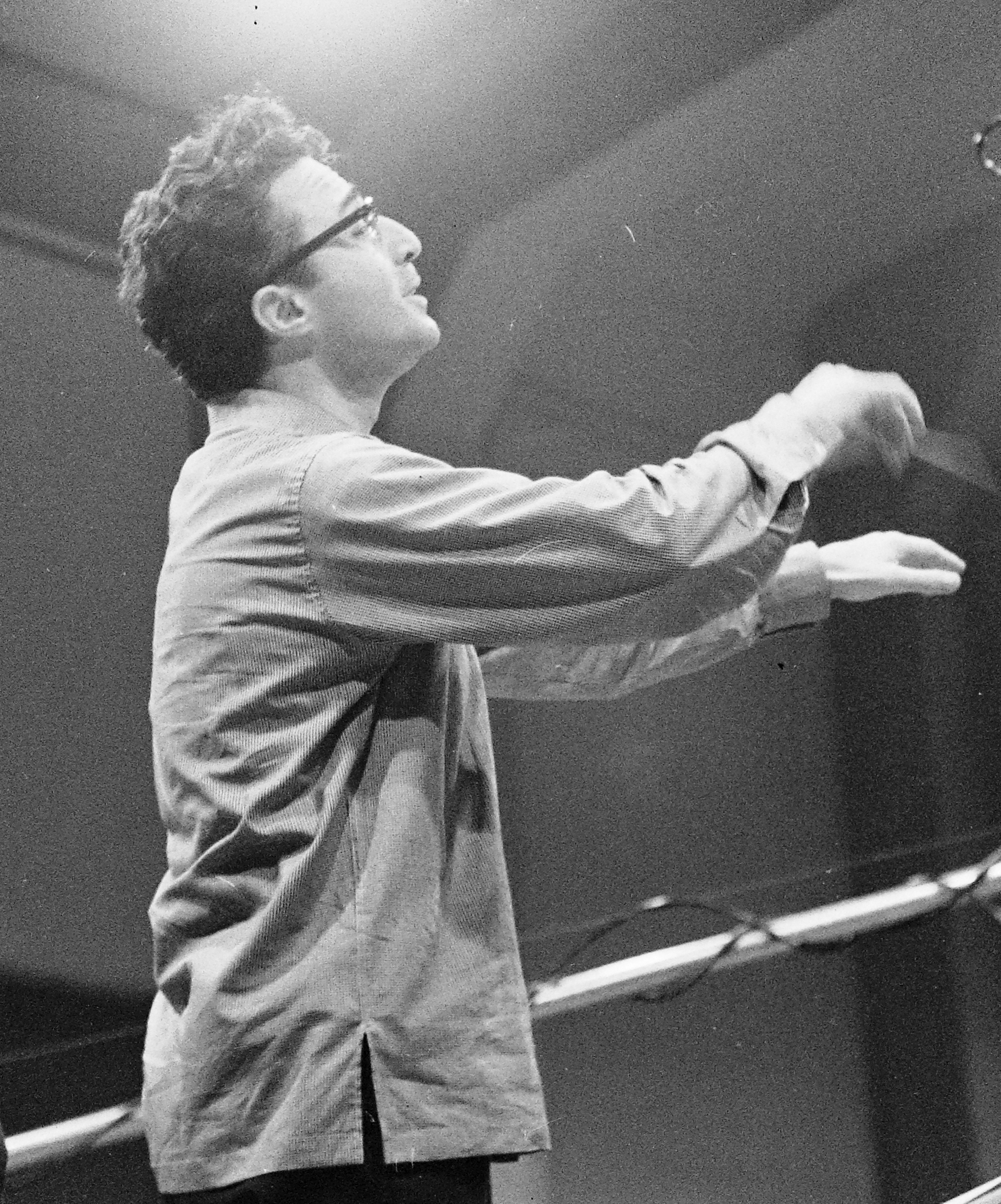
Lamberto Gardelli

Lamberto Gardelli (Venetië, 8 november 1915 - München, 17 juli 1998) was een Italiaans dirigent.
Gardelli studeerde aan het Liceo Musicale Rossini in Pesaro en ging voor verdere studie naar Rome. Van 1946 tot 1955 was hij dirigent bij de Koninklijke Zweedse Opera in Stockholm. Van 1955 tot 1961 werkte hij bij het Deens Radio Symfonieorkest in Kopenhagen, waarvan hij later, van 1986 tot 1988, eerste dirigent was. Gedurende het seizoen 1965-66 werkte hij bij de Metropolitan Opera in New York. Van 1982 tot 1985 was Gardelli eerste dirigent bij het Symphonieorchester des Bayerischen Rundfunks in München.
Gardelli werd beschouwd als een specialist op het gebied van de werken van Giuseppe Verdi en heeft in de jaren zestig en zeventig diverse opnamen gemaakt van zijn opera’s, met name van de wat meer verwaarloosde opera’s uit Verdi’s “beginperiode” voor Rigoletto. Onder deze opnamen zijn bijvoorbeeld Alzira, Attila, Stiffelio, I masnadieri, Ernani, Oberto en Un giorno di regno. De meer bekende werken zijn echter ook niet door hem vergeten, zoals La forza del destino.
Verder nam hij Giordano's Fedora op met Magda Olivero en nam hij diverse sopranen onder zijn hoede, zoals Lucia Aliberti en Sylvia Sass, met wie hij de opname van Stiffelio maakte.